# بیسفنول ای
بیسفنول ای (اختصاری BPA) یک ترکیب شیمیایی است که عمدتاً در ساخت انواع قطعات پلاستیکی مختلف مورد استفاده قرار می‌گیرد. یک جامد بی‌رنگ است که در اکثر حلال‌های آلی رایج انحلال‌پذیر است، اما حلالیت آن در آب بسیار ضعیف است. BPA در مقیاس صنعتی از واکنش تراکم فنل و استون تولید می‌شود. تولید جهانی در سال ۲۰۲۲ حدود ۱۰ میلیون تن برآورد شد.
در رابطه با اثرات BPA بر روی سلامتی بحث‌های عمومی و علمی زیادی صورت گرفته.    BPA یک زنواستروژن است و خواص هورمون‌مانندی را از خود نشان می‌دهد که اثرات استروژن را در بدن تقلید می‌کند. گرچه این اثر بسیار ناچیز است،  با این وجود فراگیر بودن مواد حاوی BPA نگرانی‌هایی را ایجاد می‌کند زیرا بدن انسان مادام العمر به طور موثر در معرض آن قرار گرفته است. بسیاری از مواد حاوی BPA هستند ولیبه چشم نمی‌آیند که شامل پوشش‌های داخل قوطی‌های غذا، طرح‌های لباس، رسید مغازه، و پرکننده‌های دندانی هستند. با وجودی که به طور نرمال میزان مواجهه ما با BPA کمتر از سطح خطرناک است، ولی چندین حوزه قضایی به صورت احتیاطی اقداماتی را به منظور کاهش قرار گرفتن در معرض آن انجام داده اند، به ویژه با ممنوع کردن BPA در شیشه شیر. شواهدی وجود دارد که نشان می‌دهد در نتیجه این تصمیم قضایی میزان BPA در نوزادان کاهش یافته است.  در این بین، پلاستیک‌های بدون BPA نیز معرفی شده‌اند که با استفاده از بیسفنول‌های جایگزین مانند بیسفنول اس و بیسفنول اف تولید می‌شوند، اما در مورد اینکه ایمن بودن آن نظرهای متفاوتی وجود دارد.   

## کاربرد
این ماده شیمیایی در ساخت بطری‌های پلاستیکی پلی کربنات که برای نگهداری نوشیدنی‌ها و شیر کودکان مورد استفاده قرار می‌گیرد، بکار می‌رود.
محققان دانشکده بهداشت عمومی دانشگاه هاروارد دریافتند میزان ماده شیمیایی BPA در ادرار داوطلبانی که به مدت یک هفته اقدام به نوشیدنی مایعات از بطری‌های پلی کربنات می‌کردند، به میزان دو سوم افزایش یافت.
این نخستین بار است که یک پژوهش نشان می‌دهد، مصرف نوشیدنی از بطری‌های پلی کربنات، میزان BPA را در ادرار افزایش می‌دهد و بطری‌های ساخته شده از BPA، این ماده شیمیایی را در مایع محتوی خود آزاد می‌کنند.
این دانشمندان دریافتند نوشیدن مایعات سرد از بطری‌های پلی کربنات آن هم فقط به مدت یک هفته، مقدار BPA ادرار را به میزان دو سوم افزایش می‌دهد. محققان می‌گویند در صورتی که این بطری‌ها گرم شوند (که در مورد بطری‌های شیر کودکان این اتفاق می‌افتد) انتظار می‌رود این ماده به میزان قابل توجهی افزایش یابد.
«کارین ب. میشلز» استادیار همه گیرشناسی دانشکده بهداشت عمومی دانشگاه هاروارد می‌گوید: این موضوع می‌تواند نگران کننده باشد چرا که کودکان به ویژه در برابر قابلیت این ماده شیمیایی در ایجاد اختلال در غدد درون ریز، آسیب پذیرترند. دانشمندان مرکز پزشکی دانشگاه روچستر و دانشگاه کلمبیا بر اساس داده‌های به دست آمده از سلامت ملی و نظر سنجی و ارزشیابی تغذیه ای که بر روی جمعیت زیادی از مردم آمریکا انجام شد اعلام کردند ماده «بیسفنول ای»، ماده‌ای که بواسطه مصرف مواد غذایی در ظروف پلاستیکی وارد بدن می‌شود، بیش از آنچه تصور می‌شود در بدن باقی می‌ماند.
تاکنون تصور بر این بود که این ماده که منبع اصلی مواجهه با آن از طریق غذا و نوشیدنی است به سرعت و به‌طور کامل از بدن دفع می‌شود. در این بررسی دانشمندان متوجه شدند ممکن است بیسفنول ای از منابع غیر خوراکی هم وارد بدن شده و در بافتها و چربی بدن تجمع پیدا کند.

## بیسفنولای از کجا آمد؟
بیسفنول ای اولین بار در سال گزارش سال ۱۸۹۱  توسط شیمیدان روسی الکساندر دیانین مشاهده شد.
در سال ۱۹۳۴، کارگران ایی‌گه فاربن مشاهده جفت شدن BPA و اپیکلروهیدرین را گزارش کردند. در طول دهه بعد، پوشش‌ها و رزین‌های مشتق‌شده از مواد مشابه توسط کارگران شرکت‌های DeTrey Freres در سوئیس و DeVoe و Raynolds در ایالات متحده نیز گزارش داده شدند. این کار اولیه زمینه‌ساز توسعه رزین‌های اپوکسی شد که به نوبه خود باعث رونق تولید BPA گردید.  استفاده از BPA با اکتشافات بایر آگ و جنرال الکتریک بر روی پلاستیک‌های پلی‌کربنات گسترش یافت. این پلاستیک‌ها اولین بار در سال ۱۹۵۸ در بازار ظاهر شدند و توسط موبای، جنرال الکتریک و بایر تولید شدند. 
بیوشیمیدان بریتانیایی ادوارد چارلز دادز، BPA را به عنوان یک استروژن مصنوعی در اوایل دهه ۱۹۳۰ آزمایش کرد.    کارهای بعدی نشان داد که این ماده ده‌ها هزار برابر ضعیف‌تر از استرادیول (هورمون جنسی طبیعی زنانه) به گیرنده‌های استروژن متصل می‌شود.   وی در نهایت یک ترکیب ساختاری مشابه به نام دی‌اتیل‌استیل بسترول (اختصاری DES) ساخت که به عنوان یک داروی استروژن مصنوعی در زنان و حیوانات استفاده می‌شد تا زمانی که به دلیل خطر ایجاد سرطان ممنوع شد. ممنوعیت استفاده از DES در انسان در سال ۱۹۷۱ و در حیوانات در سال ۱۹۷۹ اعمال شد  BPA هرگز به عنوان دارو استفاده نشد. 

## تولید
بیسفنول ای حاوی دو گروه فنول است. این ماده جزو ساختار چندین پلیمر و افزودنی پلیمری مهم است. بیسفنول که با تولید سالیانه ۲–۳ میلیون تن مونومری مهم در تولید پلی کربنات (اختصاری PC) است این ماده از تغلیظ استون بدست می‌آید و این واکنش توسط اسید کاتالیز می‌شود.
هنوز هم با گذشت ۱۳۰ سال، برای ساخت BPA از روش کلی دیانین، با  کمی تغییرات بنیادی، پیروی می‌شود. بدین منظور استون تغلیظ شده (دلیل وجود پسوند "A" در نام ماده)  با دو اکی‌والان فنل توسط یک اسید قوی، مانند اسید هیدروکلریک غلیظ، اسید سولفوریک ، یا یک رزین اسید جامد مانند شکل اسید سولفونیک، کاتالیز می‌شود. رای اطمینان از تراکم کامل و محدود کردن تشکیل محصولات جانبی مانند ترکیب دیانین، از مقادیر بالای فنل اضافی استفاده می‌شود. تولید BPA نسبتاً ارزان است، زیرا سنتز از اقتصاد اتمی بالا سود می‌برد و بعلاوه با استفاده از فرآیند کیومن مقادیر زیادی از هر دو ماده اولیه در دسترس خواهد بود. از آنجایی که تنها محصول جانبی آب است، می‌توان این فرآیند را نمونه‌ای صنعتی از شیمی سبز در نظر گرفت. تولید جهانی در سال ۲۰۲۲ حدود ۱۰ میلیون تن برآورد شد. 
معمولاً، افزودن استون در موقعیت پارا روی هر دو فنل صورت می‌گیرد، با این حال مقادیر کمی از ارتو-پارا (تا ۳٪) و ایزومرهای ارتو-اورتو نیز همراه با چندین محصول فرعی جزئی دیگر تولید می‌شوند. این نمونه‌های متفاوت را نمی‌توان به طورکامل حذف کرد و به عنوان ناخالصی‌های شناخته شده در نمونه های تجاری BPA مورد قبول واقع شده‌اند. 
بیش از ۵۰ سال است که محصولات حاوی بیسفنول یا ساخته شده از آن به بازار راه پیدا کرده‌اند. در حال حاضر مصارف آن بی‌شمار است. در سنتز پلی استرها، پلی سولفونها و کتونهای پلی اتر از این ماده استفاده می‌شود و مونومری کلیدی در تولید پلاستیک پلی کربنات (PC) و رزینهای اپوکسی است.
پلاستیک پلی کربنات در ساخت بسیاری از محصولات متداول مثل بطری‌های پلاستیکی شیر کودکان و آب، وسایل ورزشی، ابزار پزشکی و دندان‌پزشکی، سیلنتها و کمپوزیت‌های پر کننده دندان، لنزهای چشمی و وسایل برقی خانگی بکار می‌رود.

## ویژگی ها و خواص
BPA نقطه ذوب نسبتاً بالایی دارد اما می‌تواند به راحتی در طیف وسیعی از حلال‌های آلی از جمله تولوئن، اتانول و اتیل استات حل شود. می‌توان با روش تبلور مجدد از اسید استیک به همراه آب آن را خالص‌سازی کرد.  کریستال‌ها در گروه فضایی مونوکلینیک P 21/n تشکیل می‌شوند (که n نشان دهنده صفحه گلاید است). در این کریستال، هر مولکول مستقل BPA با زاویه پیچشی ۹۱.۵ درجه بین حلقه‌های فنل قرار گرفته‌اند.    برای اطلاعات بیشتر می‌توان به داده‌های طیف‌سنجی موسسه ملی علوم و فناوری پیشرفته صنعتی که در دسترس هست نیز مراجعه کرد.

## استفاده و کاربردها

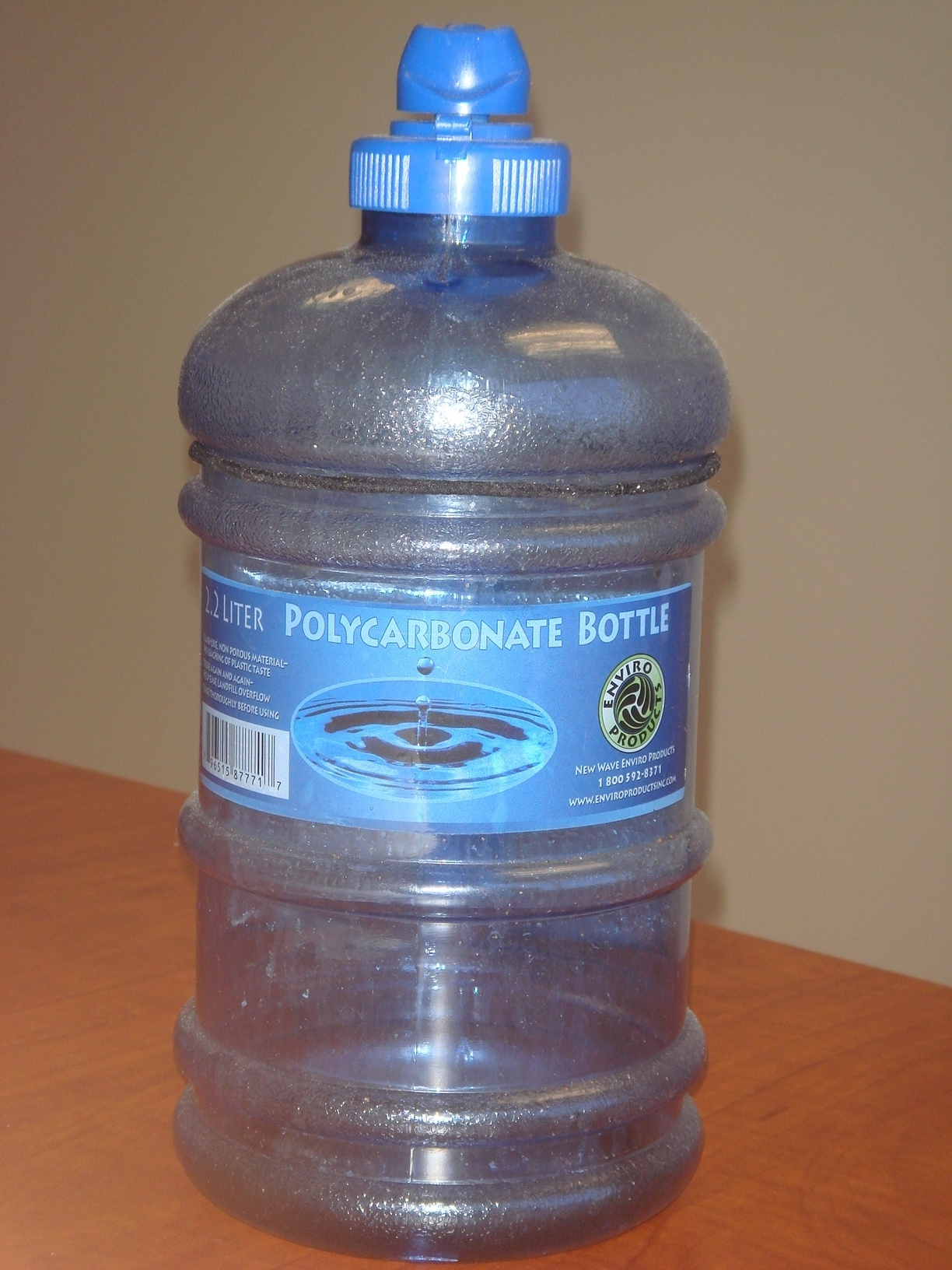
بیسفنول ای در درجه اول برای ساختن پلاستیک ها، مانند این بطری آب پلی کربنات استفاده می شود.

### کاربردهای اصلی

#### پلی کربنات ها
حدود ۶۵ تا ۷۰ درصد از کل بیسفنول ای برای ساخت پلاستیک‌های پلی کربنات استفاده می‌شود   که تقریباً می‌تواند تا ۹۰٪ جرم آنها را در بر بگیرد. انجام پلیمریزاسیون در واکنش با فسژن که تحت شرایط دو فازی انجام می‌شود انجام می‌پذیرد. اسید هیدروکلریک با استفاده از یک محلول آبی پاک و جداسازی می‌شود.  این فرآیند همه مولکول‌های BPA را به زنجیره‌های پلیمری بزرگ تبدیل می‌کند و  آنها را به طور موثر به دام می‌اندازد.
‌

#### رزین های اپوکسی و وینیل استر
حدود ۲۵ تا ۳۰ درصد از کل BPA در ساخت رزین های اپوکسی و رزین های وینیل استر استفاده می‌شود.   در ساخت رزین اپوکسی، این ماده ابتدا با واکنش با اپی کلروهیدرین در شرایط پایه، به دی گلیسیدیل اتر (معمولاً به اختصار BADGE یا DGEBA) تبدیل می‌شود.  
در ادامه مقداری از آن نیز با متاکریلیک اسید واکنش داده و Bis-GMA را تشکیل می‌دهد که برای ساخت رزین‌های وینیل استر استفاده می‌شود. در روش دیگر که بسیار کمتر استفاده می‌شود، BPA ممکن است اتوکسیله شود و سپس به مشتقات دی‌آکریلات و دی‌متاکریلات آن (bis-EMA یا EBPADMA) تبدیل شود. این مشتقات به منظور تغییر خواص فیزیکی، در سطوح پایین به رزین های وینیل استر افزوده می‌شوند. نمونه‌ای از کاربرد رایج آنها در کامپوزیت‌های دندانی و سیلانت دندان‌پزشکی  است. 

#### کاربردهای جزئی
۵ درصد باقیمانده BPA در طیف وسیعی از کاربردها استفاده می‌شود که بسیاری از آنها شامل تولیدات پلاستیکی هستند.  BPA جزء اصلی پلاستیک‌های با کارایی بالا است که تولید آنها چندین هزار تن در سال بوده ولی در مقایسه با سایر پلاستیک ها کم شمار است. مقادیر نسبتاً کمی از BPA نیز به عنوان افزودنی یا اصلاح‌کننده در برخی از پلاستیک‌های کالایی (ظروف کوچک غذا، بخش‌هایی از لوازم خانگی، بسته‌بندی و ...) استفاده می‌شود. این نوع مواد بسیار رایج‌تر هستند اما محتوای BPA آنها کم است.

## پاورقی
1. ↑  Bisphenol A
2. ↑  Synthesis
3. ↑  National_Institute_of_Advanced_Industrial_Science_and_Technology (AIST)